# Bethrehemu
Bethrehemu (auch Betrehemu) ist ein Verwaltungsbezirk (Ward) des Distrikts Mbinga (TC) in der tansanischen Region Ruvuma.

## Geografie
Bethrehemu liegt im Südwesten von Tansania. Es ist der nordöstliche Stadtteil der Distrikthauptstadt Mbinga. Der Bezirk grenzt im Nordosten an  Utiri, im Südosten an Luhuwiki, im Süden an Mbinga Mjini und im Westen an Matarawe und Mateka.
Bei der Volkszählung 2022 lebten 7592 Menschen in 2075 Haushalten auf einer Fläche von 9,3 Quadratkilometern.

## Gliederung
Der Bezirk besteht aus drei Stadtteilen (Kitongoji):
- Lusaka
- Bethlehemu
- Mahela

## Infrastruktur
- Verkehr: Durch den Bezirk verläuft die asphaltierte Nationalstraße T12 vom Zentrum von Mbinga im Südwesten nach Songea im Nordosten.[6]